# Heberty
Heberty Fernandes de Andrade, mais conhecido como Heberty (São Paulo, 29 de agosto de 1988), é um futebolista brasileiro que atua como meia. Atualmente, joga pelo Johor DT.

## Carreira
Heberty iniciou sua carreira nas categorias de base do Nacional-SP com 17 anos de idade. Passou ainda pela base do Sumaré, escursionou pela europa atuando pelo CEF Ptak da Polônia e voltou ao Brasil atuando pelo Taboão da Serra.
Se profissionalizou no futebol quando chegou ao Vasco da Gama em 2008 mas, não tendo oportunidades no time carioca, acabou sendo negociado como o Recanatese, da Itália. Foi contratado em 2010 pelo Juventus-SP para reforçar o time na Série A3 do Campeonato Paulista na buca pelo acesso à Série A2, mas acabou não chegando ao seu objetivo. Atuou ainda pelo São Caetano antes de chegar ao Paulista, aonde conquistou a Copa Paulista.
Após boa campanha atuando no Paulista, as portas do futebol japonês se abriram para Heberty. O meia chegou no país no início da temporada de 2012 para atuar no Thespa Kusatsu, time que disputava a J. League 2 e tinha o jogador também brasileiro Abraão Lincoln. Sua estreia pelo time aconteceu no dia 4 de março, quando o Thespa venceu o Oita Trinita por 3–2 no Estádio Big Eye com os dois últimos gols marcados por Heberty. Após uma boa temporada atuando no Thespa, o meia foi emprestado para o Cerezo Osaka para atuar na J. League e substituir o também brasileiro Branquinho que foi emprestado ao Montedio Yamagata. Sua estreia aconteceu no dia 11 de agosto no clássico contra o Gamba Osaka que acabou empatado em 2–2.
Para a temporada de 2013, Heberty foi contratao pelo Vegalta Sendai.

## Títulos
Paulista
- Copa Paulista: 2011

Muangthong United
- Thai League Cup: 2017
- Mekong Club Championship: 2017